# Sarah Legrain
Sarah Legrain (14è districte de París, 17 de novembre de 1985) és una política francesa. És portaveu nacional de La França Insubmisa i va ser secretària nacional del Partit d'Esquerra del 2015 al 2021. A les eleccions legislatives de 2022, va ser elegida diputada a la primera volta amb el 56,51% dels sufragis en representació de la Nova Unió Popular Ecològica i Social del Poble. El 30 de juny va ser escollida vicepresidenta de la Comissió d'Afers Culturals i d'Educació de l'Assemblea Nacional.

## Trajectòria
Sarah Legrain va estudiar a l'École Normale Supérieure i té una agrégation de lettres modernes. Durant un temps, va treballar en una tesi sobre Pierre de Marivaux. És professora de francès a l'institut Voillaume d'Aulnay-sous-Bois, al departament de Sena Saint-Denis.
Durant la campanya presidencial de 2022 de Jean-Luc Mélenchon, Sarah Legrain va ser l'encarregada de dirigir la L'Agora insoumise del seu partit.

## Obra publicada
- Amb Dominique Hölzle, Crébillon fils, "Lettres de la marquise de M*** au comte de R***", Neuilly, Atlande, coll. « Clefs concours. Lettres XVIIIe siècle », 2010 ISBN 978-2-35030-142-6